# David von Ballmoos
David von Ballmoos (sinh ngày 30 tháng 12 năm 1994) là một cầu thủ bóng đá người Thụy Sĩ thi đấu cho Young Boys ở vị trí thủ môn.

## Sự nghiệp chuyên nghiệp
Van Balmoos ra mắt chuyên nghiệp cho Young Boys trong chiến thắng 2–0 tại Giải bóng đá vô địch quốc gia Thụy Sĩ trước FC Basel vào ngày 22 tháng 7 năm 2017.

## Sự nghiệp quốc tế
Van Ballmoos có 2 lần ra sân cho U-20 Thụy Sĩ.